# Tipula chubbi
Tipula chubbi är en tvåvingeart som beskrevs av Alexander 1956. Tipula chubbi ingår i släktet Tipula och familjen storharkrankar.
Artens utbredningsområde är Lesotho. Inga underarter finns listade i Catalogue of Life.